# Liste der Biografien/Sanh
Liste der Biografien |
Portal Biografien |
Personensuche
# |
A |
B |
C |
D |
E |
F |
G |
H |
I |
J |
K |
L |
M |
N |
O |
P |
Q |
R |
S |
T |
U |
V |
W |
X |
Y |
Z |
?
 
Sa |
Sb |
Sc |
Sd |
Se |
Sf |
Sg |
Sh |
Si |
Sj |
Sk |
Sl |
Sm |
Sn |
So |
Sp |
Sq |
Sr |
Ss |
St |
Su |
Sv |
Sw |
Sy |
Sz
 
Saa |
Sab |
Sac |
Sad |
Sae |
Saf |
Sag |
Sah |
Sai |
Saj |
Sak |
Sal |
Sam |
San |
Sao |
Sap |
Saq |
Sar |
Sas |
Sat |
Sau |
Sav |
Saw |
Sax |
Say |
Saz
 
Sana |
Sanb |
Sanc |
Sand |
Sane |
Sanf |
Sang |
Sanh |
Sani |
Sanj |
Sank |
Sanl |
Sanm |
Sann |
Sano |
Sanp |
Sanq |
Sanr |
Sans |
Sant |
Sanu |
Sanv |
Sanw |
Sany |
Sanz
Die Liste der Biografien führt alle Personen auf, die in der deutschsprachigen Wikipedia einen Artikel haben. Dieses ist eine Teilliste mit 10 Einträgen von Personen, deren Namen mit den Buchstaben „Sanh“ beginnt.

## Sanh

### Sanha
- Sanhá, Artur (* 1965), guinea-bissauischer Politiker, Premierminister von Guinea-Bissau
- Sanhá, Malam Bacai (1947–2012), guinea-bissauischer Politiker, Präsident von Guinea-Bissau

### Sanhe
- Sanheim, Travis (* 1996), kanadischer Eishockeyspieler

### Sanho
- Sanhouri, Sabah (* 1990), sudanesische Schriftstellerin

### Sanhu
- Sanhueza, Arturo (* 1979), chilenischer Fußballspieler
- Sanhueza, Eryin (* 1996), chilenischer Fußballspieler
- Sanhueza, Miguel (* 1991), chilenischer Fußballspieler
- Sanhueza, Nelson (* 1952), chilenischer Fußballspieler
- Sanhueza, Waldo (1900–1966), chilenischer Fußballspieler
- Sanhūrī, ʿAbd ar-Razzāq as- (1895–1971), ägyptischer Jurist und Gelehrter